# Melanoloma cyanogaster
Melanoloma cyanogaster är en tvåvingeart som först beskrevs av Christian Rudolph Wilhelm Wiedemann 1830.  Melanoloma cyanogaster ingår i släktet Melanoloma och familjen Richardiidae. Inga underarter finns listade i Catalogue of Life.